# John Francis Daley
John Francis Daley (Wheeling, 20 de julho de 1985) é um ator, diretor de cinema, produtor de televisão e músico norte-americano, mais conhecido por seu trabalho na série de televisão "Freaks and Geeks", como Sam Weir e na série "Bones", como Dr. Lance Sweets.
No cinema, Daley é conhecido por seu trabalho colaborativo com Jonathan Goldstein como uma dupla de cineastas. O trabalho de Daley e Goldstein é na maior parte baseado em comédia, onde foram coroteiristas de Quero Matar Meu Chefe (2011), O Incrível Mágico Burt Wonderstone (2013), Quero Matar Meu Chefe 2 (2014) e o quinto filme da série de filmes National Lampoon's Vacation, Férias Frustradas (2015). A dupla foi coroteirista de Homem-Aranha: De Volta ao Lar (2017) com Jon Watts, Christopher Ford, Chris McKenna e Erik Sommers, e codirigiram a comédia de 2018, A Noite do Jogo.

## Carreira
Daley começou a atuar quando foi escalado como Young Tommy nos EUA e em turnês internacionais do sucesso da Broadway, The Who's Tommy. Ele interpretou Sam Weir, protagonista dos "Geeks", na série de televisão Freaks and Geeks, e desde então tem trabalhado continuamente na televisão, incluindo séries como The Geena Davis Show, Boston Public, Regular Joe, Kitchen Confidential, Judging Amy e Spin City. Ele ficou em 94º lugar nas 100 Maiores Estrelas Adolescentes da VH1.
Em 2007, Daley se juntou ao elenco da série dramática da Fox, Bones, interpretando o psicólogo Lance Sweets. Sweets acabou sendo morto na estréia da 10ª temporada. O produtor executivo de Bones, Stephen Nathan, disse que Sweets foi morto porque Daley queria uma folga para dirigir um filme, e ele estava preocupado que a ausência de Daley fosse muito longa, especialmente se o trabalho de direção levasse a outros trabalhos.
Em 2011, Daley e seu parceiro de escrita Jonathan M. Goldstein escreveram a comédia negra, Horrible Bosses. Em 2013, Daley coescreveu O Incrível Mágico Burt Wonderstone com Goldstein. Daley também tem uma participação especial no filme como paramédico. Em 2013, os dois foram contratados para escrever Call of the Wild para a DreamWorks Studios. Daley e Goldstein então passaram a escrever a história para a sequência de Horrible Bosses.
Daley e Goldstein coescreveram e codirigiram o filme Férias Frustradas, de 2015. A última parte da série de filmes National Lampoon's Vacation, estrelado por Ed Helms e Christina Applegate.
Daley e Goldstein escreveram o roteiro do filme de 2017, Homem-Aranha: De Volta ao Lar com quatro outros roteiristas, e ambos foram considerados para dirigir antes de Jon Watts ser contratado.
Daley e Goldstein dirigiram a comédia negra de 2018, A Noite do Jogo, baseada em um roteiro de Mark Perez. O filme, estrelado por Jason Bateman e Rachel McAdams, ganhou uma série de críticas positivas por seu roteiro inteligente e atuações enérgicas, e arrecadou US$ 117 milhões na bilheteria mundial, contra um orçamento de US$ 37 milhões. Embora Daley e Goldstein não tenham recebido crédito de roteiro, mais tarde eles disseram que reescreveram "quase todo o diálogo do roteiro original e revisaram totalmente os personagens, mais notavelmente um policial assustador interpretado por Jesse Plemons. E retrabalharam de forma abrangente o terceiro ato do roteiro original".
Em 2018, foi anunciado que a dupla iria dirigir uma adaptação cinematográfica de The Flash, da DC Comics, para o Universo Estendido da DC, mas foi anunciado em julho daquele que eles deixaram o projeto. Apesar disso, tanto Daley quanto Goldstein receberam o crédito de história ao lado da roteirista do filme, Christina Hodson.
Em julho de 2019, foi anunciado que Goldstein e Daley estavam entrando em negociações iniciais para dirigir o reboot de Dungeons & Dragons (2023). Em janeiro de 2020, foi anunciado que, além de dirigir o filme, Goldstein e Daley também estavam escrevendo o roteiro.

## Filmografia (ComJonathan M. Goldstein)
Filme
| Ano  | Título                             | Diretor | Escritor |
| ---- | ---------------------------------- | ------- | -------- |
| 2011 | Quero Matar Meu Chefe              | Não     | Sim      |
| 2013 | O Incrível Mágico Burt Wonderstone | Não     | Sim      |
| 2013 | Tá Chovendo Hambúrguer 2           | Não     | Sim      |
| 2014 | Quero Matar Meu Chefe 2            | Não     | História |
| 2015 | Férias Frustradas                  | Sim     | Sim      |
| 2017 | Homem-Aranha: De Volta ao Lar      | Não     | Sim      |
| 2018 | A Noite do Jogo                    | Sim     | Não      |
| 2021 | Amizade de Férias                  | Não     | Sim      |
| 2023 | Dungeons & Dragons                 | Sim     | Sim      |
| 2023 | The Flash                          | Não     | História |

Curtas-metragens
| Ano  | Título         | Diretor | Escritor |
| ---- | -------------- | ------- | -------- |
| 2001 | What Babies Do | Sim     | Não      |
| 2011 | Audio Tour     | Sim     | Sim      |

Televisão
| Ano  | Título             | Diretor | Escritor | Notas                                                   |
| ---- | ------------------ | ------- | -------- | ------------------------------------------------------- |
| 2011 | Bones              | Não     | Sim      | Episódio "The Truth in the Myth"                        |
| 2019 | In the Dark        | Sim     | Sim      | Episódio "All About the Benjamin"; Produtor consultante |
| 2021 | Welcome to Georgia | Não     | Sim      |                                                         |

### Como ator

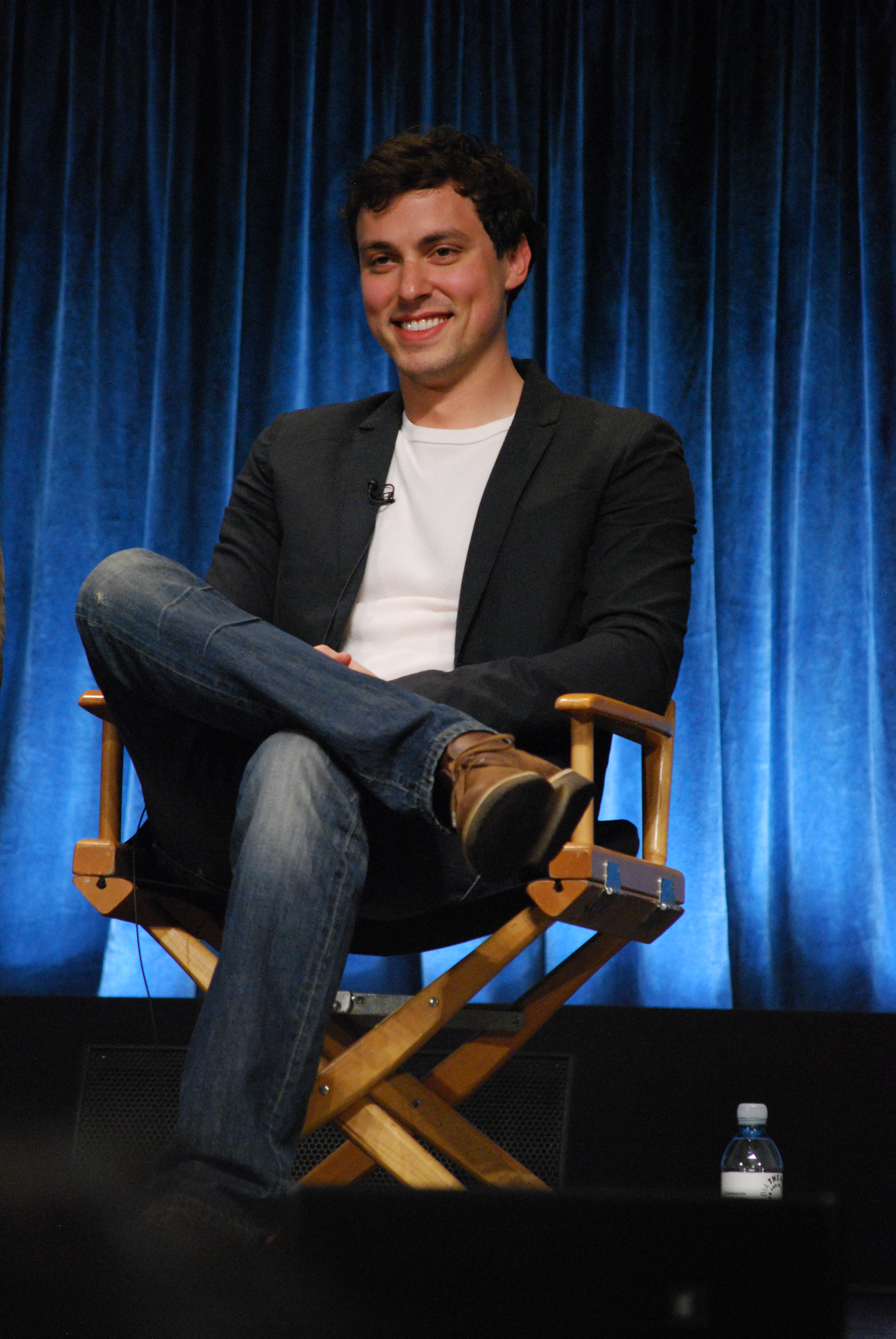
Daley em 2012.

Filme
| Ano  | Título                          | Personagem      | Notas                 |
| ---- | ------------------------------- | --------------- | --------------------- |
| 2000 | Allerd Fishbein's in Love       | Allerd Fishbein | Curta-metragem        |
| 2003 | View from the Top               | Rodney          |                       |
| 2005 | Waiting...                      | Mitch           |                       |
| 2011 | Horrible Bosses                 | Carter          |                       |
| 2013 | The Incredible Burt Wonderstone | Paramédico      |                       |
| 2013 | Rapture-Palooza                 | Ben             |                       |
| 2015 | Dude Bro Party Massacre III     | Ernest          | Participação especial |
| 2015 | Vacation                        | Guia de passeio |                       |
| 2017 | 5-25-77                         | Pat             |                       |
| 2018 | Game Night                      | Carter          |                       |

Televisão
| Ano       | Título               | Personagem         | Notas                          |
| --------- | -------------------- | ------------------ | ------------------------------ |
| 1999–2000 | Freaks and Geeks     | Sam Weir           | 18 episódios                   |
| 2000–2001 | Boston Public        | Anthony Ward       | 5 episódios                    |
| 2000–2001 | The Geena Davis Show | Carter Ryan        | 22 episódios                   |
| 2001      | The Ellen Show       | Erik               | Episódio: "Walden Pond"        |
| 2001      | The Kennedys         | Anthony            | Filme de TV                    |
| 2002      | Spin City            | Spencer            | Episódio: "Eyes Wide Open"     |
| 2003      | Regular Joe          | Grant Binder       | 5 episódios                    |
| 2004      | Judging Amy          | Jace Crosby        | Episódio: "Roadhouse Blues"    |
| 2005–2006 | Kitchen Confidential | Jim                | 13 episódios                   |
| 2006      | Stacked              | Kevin              | Episódio: "The Third Date"     |
| 2007      | The Call             | Tom                | Filme de TV                    |
| 2007–2014 | Bones                | Dr. Lance Sweets   | 138 episódios                  |
| 2010      | Yo Gabba Gabba!      | Ele mesmo          | Episódio: "Flying"             |
| 2012      | The Finder           | Dr. Lance Sweets   | Episódio: "Bullets"            |
| 2015      | Bottom's Butte       | Scott e Cabana Boy | Voz                            |
| 2016      | Fresh Off the Boat   | Jordan             | Episódio: "Rent Day"           |
| 2019      | Drunk History        | James J. Andrews   | Episódio: "Behind Enemy Lines" |